# Henny Penny
Henny Penny, più comunemente noto come Chicken Little e talvolta come Chicken Licken, è un racconto popolare moralistico, sotto forma di racconto cumulativo, su un pollo che crede che il mondo stia arrivando alla fine. La frase "The sky is falling!" ("Il cielo sta cadendo!") appare in modo rilevante nella storia, ed è passata nella lingua inglese come idioma comune che indica una credenza isterica o errata nel disastro imminente. Le prime versioni della storia risalgono a più di due secoli fa, ed essa continua a venire citata in una varietà di media.

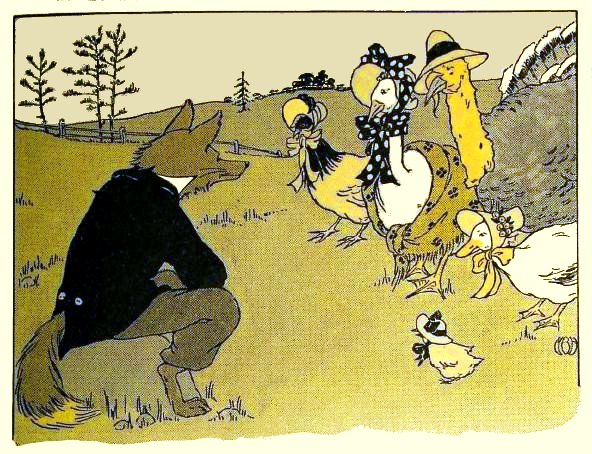
Illustrazione per la storia "Chicken Little", 1916

La storia è classificata come tipo 20C del sistema Aarne-Thompson, che comprende esempi internazionali di racconti popolari che fanno luce sulla paranoia e l'isteria di massa.

## Titolo
In inglese, il nome più comune per la storia è "Chicken Little", come attestato da libri illustrati per i bambini che risalgono al l'inizio del XIX secolo. In Gran Bretagna e le sue ex colonie, è nota anche come "Henny Penny" e "Chicken Licken", anche se questi titoli sono meno comuni negli Stati Uniti.

## Trama
Ci sono diverse versioni occidentali della storia, di cui le più note riguardano un pulcino che ritiene che il cielo stia cadendo quando una ghianda gli cade sulla testa. Il pulcino decide di raccontarlo al re, e durante il suo viaggio incontra altri animali (per lo più altri uccelli) che si uniscono nella ricerca. Dopo questo punto, ci sono molti finali. Nel più familiare, una volpe li invita alla sua tana e lì se li mangia tutti. In alternativa, l'ultimo, di solito Cocky Lockey, sopravvive abbastanza a lungo per avvertire il pulcino, che fugge. In altre, tutti si salvano e, infine, parlano al re.
Nella maggior parte dei rifacimenti, gli animali hanno nomi in rima, comunemente Chicken Licken o Chicken Little, Henny Penny o Hen-Len, Cocky Locky, Ducky Lucky o Ducky Daddles, Drakey Lakey, Goosey Loosey o Goosey Poosey, Gander Lander, Turkey Lurkey e Foxy Loxy o Foxy Woxy.
La morale da trarre cambia, a seconda della versione. Dove c'è un "lieto fine", la morale non è quello di essere un "pollo", ma di avere coraggio. In altre versioni in cui gli uccelli vengono mangiati dalla volpe, la favola è interpretata come un avvertimento a non credere a tutto quello che ci viene detto.

## Storia editoriale

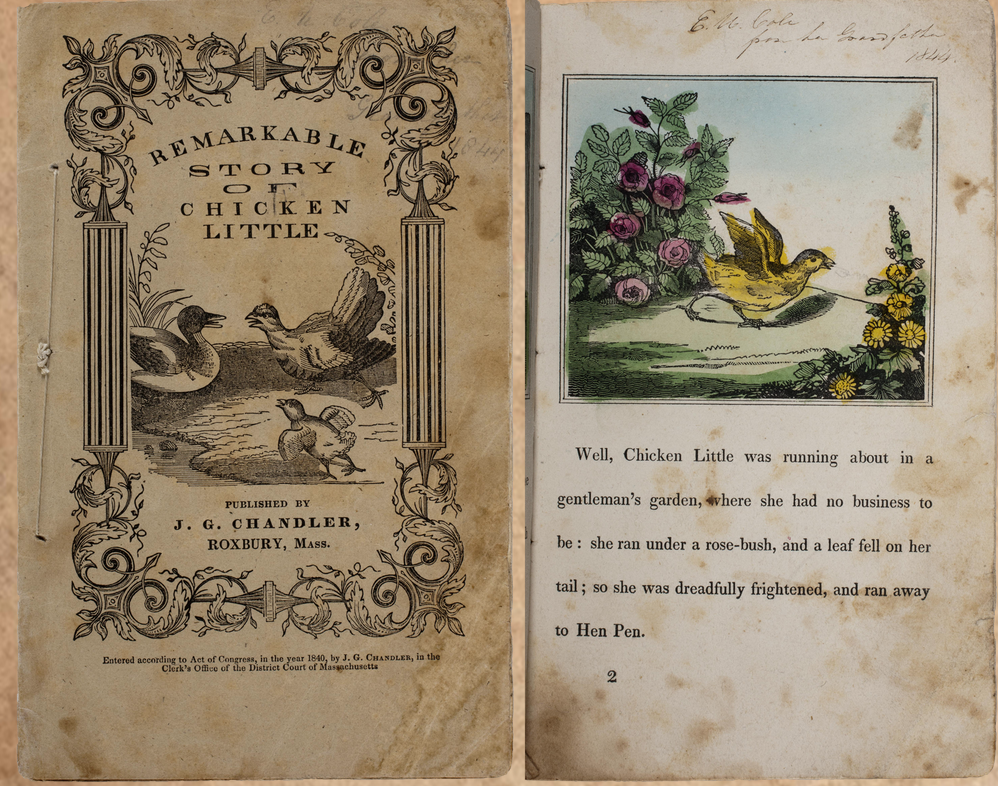
Prime due pagine del libro per bambini illustrato The Remarkable Story of Chicken Little (1840)

Nel 1840, a Roxbury (Massachusetts), l'autore J. G. Chandler pubblicò un libro illustrato per bambini dal titolo The Remarkable Story of Chicken Little. In questa versione americana della storia, i nomi dei personaggi sono Chicken Little, Hen-Pen, Duck-Luck, Goose-Loose e Fox-Lox; Chicken Little è spaventato da una foglia che gli cade sulla coda.
Una versione scozzese del racconto si trova nel libro di Robert Chambers Popular Rhymes, Fireside Stories, and Amusements of Scotland (1842). I personaggi sono Henny Penny, Cocky Locky, Ducky Daddles, Goosie Poosie e una volpe senza nome. Henny Penny si convince che "i cieli stanno cadendo" quando un pisello gli cade sulla testa.
Nel 1849 venne pubblicata una versione inglese con Chicken-licken, Hen-len, Cock-lock, Duck-luck, Drake-lake, Goose-loose, Gander-lander, Turkey-lurkey e Fox-lox. Chicken-licken si sorprende quando "una ghianda gli cade sulla sua testa pelata".
Nelle versioni scozzesi e inglesi della storia, gli animali vogliono "dire al re" che i cieli stanno cadendo, mentre nella versione americana non ricevono alcuna motivazione specifica. In tutte e tre le versioni, finiscono mangiati dalla volpe.

## Uso idiomatico
Il nome "Chicken Little" e la frase centrale della favola, "Il cielo sta cadendo!", sono stati applicati a persone accusate di essere irragionevolmente impaurite, e a coloro che cercano di incitare una paura irragionevole in chi le circonda.
Il primo uso del nome "Chicken Little" per "colui che mette in guardia o predice calamità, soprattutto senza giustificazione" registrato dal dizionario Merriam-Webster è del 1895, ma l'uso idiomatico del nome precede in modo significativo tale attestazione. In realtà, questo uso è registrato negli Stati Uniti subito dopo la pubblicazione del libro illustrato per bambini di Chandler nel 1840. Già nel 1842, un articolo di giornale sul Governo di Haiti si riferì a "Chicken Little" in modo disinvolto. Un'"orazione" consegnata alla città di Boston il 4 luglio 1844 contiene il brano: "Ascoltando le loro arringhe alla vigilia delle elezioni, si potrebbe supporre che la favola di Chicken Little stesse per diventare realtà, e che il cielo stesse effettivamente cadendo".
L'allarmismo - giustificato o meno - può a volte suscitare una risposta sociale chiamata "sindrome di Chicken Little", descritta come "inferire conclusioni catastrofiche possibilmente con conseguente paralisi". È stata anche definita come "un senso di disperazione o di passività che blocca il pubblico dalle azioni". Il termine cominciò a comparire negli anni cinquanta, e il fenomeno è stato osservato in molti contesti sociali differenti.

## Adattamenti
I Walt Disney Animation Studios hanno realizzato due versioni animate della storia. La prima fu Questione di psicologia (1943), un cortometraggio animato distribuito durante la seconda guerra mondiale come parte di una serie prodotta su richiesta del governo degli Stati Uniti allo scopo di screditare il nazismo. Racconta una variante della parabola, in cui Sbavo Volpo (in originale Foxy Loxy) segue il consiglio di un libro di psicologia (in realtà il Mein Kampf) eliminando prima il meno intelligente. L'ottuso Paul Cino (in originale Chicken Little) è convinto da lui che il cielo stia cadendo e porta l'aia ad un'isteria di massa, che la volpe senza scrupoli manipola a suo vantaggio. La commedia nera è usata come allegoria per l'idea che l'allarmismo indebolisce lo sforzo bellico e costa delle vite. È anche una delle versioni della storia in cui Chicken Little appare come un personaggio distinto da Henny Penny.
Il secondo film Disney fu un adattamento molto libero, Chicken Little, uscito nel 2005 come lungometraggio animato al computer. Si tratta di un sequel fantascientifico aggiornato della favola originale, in cui Chicken Little è in parte giustificato per le sue paure. In questa versione, Foxy Loxy passa da un maschio ad una femmina (nella versione italiana chiamata Dina Volpefina), da una volpe adulta a una volpe adolescente e dal principale antagonista a un bullo locale.
Un altro adattamento fu l'episodio TV animato "Henny Penny" (1999), che faceva parte della serie Happily Ever After: Fairy Tales for Every Child. In questo moderno aggiornamento, alla storia venne data un'interpretazione satirica e politica.
Nella sitcom Cuori senza età ci fu un episodio del 1991 in cui i personaggi si esibiscono in un breve musical basato sulla favola (qui dal titolo "Henny Panny") in una recita scolastica. Questo venne seguito nel 1998 dall'altrettanto ottimistica versione musicale di Joy Chaitin e Sarah Stevens-Estabrook, "Henny Penny". Progettata per un numero di giovani attori compreso tra sei e un centinaio, ha dei personaggi aggiuntivi opzionali: Funky Monkey, Sheepy Weepy, Mama Llama, Pandy Handy e Giraffy Laughy (più un'aggressiva quercia).
Ci sono state anche una serie di impostazioni musicali. Il compositore statunitense Vincent Persichetti usò la favola come trama della sua unica opera The Sibyl: A Parable of Chicken Little (Parable XX), op. 135 (1976), che debuttò nel 1985. Nel 2007 il cantante e compositore statunitense Gary Bachlund impostò il testo della versione da lettura di Margaret Free (The Primer, 1910) per alta voce e pianoforte. Nella sua nota alla partitura, Bachlund mette in chiaro che egli intendeva fare riferimento all'allarmismo e alle sue tragiche conseguenze.
A Singapore, un musical più coinvolto venne eseguito nel 2005: The Acorn - The true story of Chicken Licken di Brian Seward. Si tratta di un racconto con motivazioni miste in quanto certe creature (tra cui alcuni dei "buoni") sfruttano il panico causato da Chicken Licken.

## Influenze nella cultura di massa

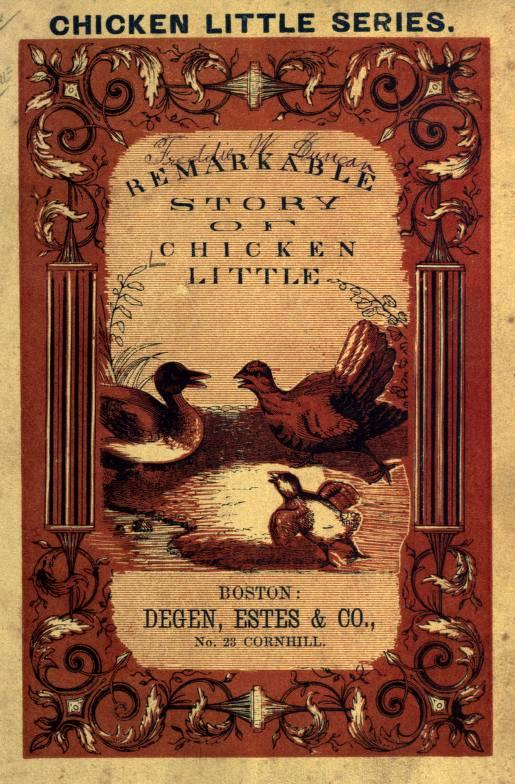
Un'edizione del 1865 della storia originariamente pubblicata a Boston nel 1840

Ci sono molti romanzi, film, album e canzoni dal titolo "The Sky is Falling", ma la maggior parte si riferiscono all'utilizzo idiomatico della frase, piuttosto che alla favola da cui deriva. I seguenti sono alcuni testi che realmente si riferiscono o alludono alla storia:
- Alla fine degli anni quaranta, Lightnin' Hopkins pubblicò una canzone dal titolo Henny Penny Blues, in gran parte derivato dalla forza della frase, «She's my little chicken, she's my honey pie». Nel 2005 il poeta canadese David Pekrul prese in prestito il titolo per una sua poesia, facendo satira di chi crede troppo velocemente alle profezie di sventura.
- La band britannica Happy Mondays inserì la frase «Henny Penny, Cocky Locky, Goosey Loosey, Turkey Lurkey, Ducky Lucky, Chicken Little, It seems they are all on the move when the sun is falling in» nella canzone Moving in with dal suo secondo album Bummed (1986).
- La canzone degli Aerosmith Livin' on the Edge (1993) include la frase «If Chicken Little tells you that the sky is falling, Even if it wasn't would you still come crawling back again?».
- Chicken Little è una canzone dell'album del 1997 Fancy dalla band avantrock californiana Idiot Flesh; essa contiene la frase «The sky is falling, gotta tell the king».
- The Sky Is Falling è una canzone di Owsley dal suo album di debutto del 1999 Owsley; essa include la frase «Chicken Little had a big day today».
- La rock band inglese Radiohead fa riferimento al racconto nelle canzoni 2 + 2 = 5 e Where I End and You Begin per l'album Hail to the Thief (2003).